# Fujiwara no Fusasaki
Fujiwara no Fusasaki (japanski 藤原 房前, ふじわら の ふささき, 10. godina vladanja cara Temmua / 681. – 17. dan 4. mjesec 9. godina Tenpyōa / 25. svibnja 737.) je bio japanski plemić, pripadnik klana Fujiware. Utemeljio je ogranak klana Fujiware Hokke.
Bio je sin Fuhita (659. – 720.). Imao je trojicu braće: Fujiwaru no Muchimara, Fujiwaru no Umakaija i Fujiwaru no Mara koji su svi osnovali ogranke klana Fujiware te četiri sestre. Ocem je Fujiware no Uone.
Fusasaki je bio sangijem (pomoćnim savjetnikom) u daijō-kanu.
Umro je od velikih boginja 737. godine.